# Proximální fokální femorální deficience

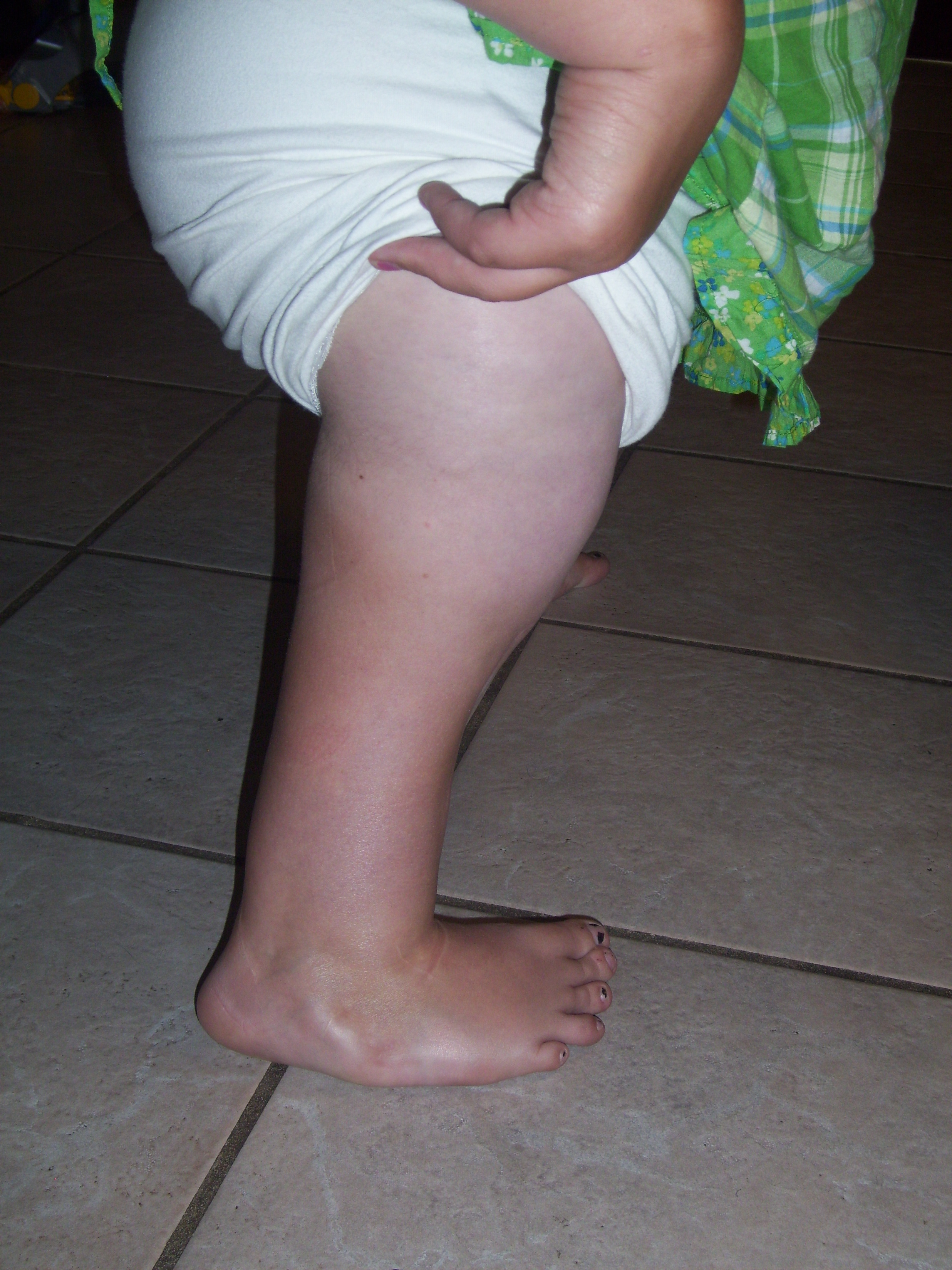
Třináctiletá pacientka s proximální fokální femorální deficiencí.

Proximální fokální femorální deficience (PFFD) je vzácný nedědičný defekt postihující pánev a proximální část stehenní kosti (femur); představuje různorodou a závažnou klinickou jednotku. Při PFFD je proximální část stehenní kosti hypoplastická nebo aplastická a v 69 % je přítomna dysplázie lýtkové kosti (fibula). Často rovněž chybí čéška (patella). Postižení může být jednostranné či oboustranné.

## Etiologie
Příčinou jsou toxiny působící během těhotenství (teratogeny, záření a bakteriální či virové infekce).

## Klasifikace

### Klasifikace dle Pappase
(podle lokalizace a závažnosti, u nás nejčastěji Pappas III nebo IV):
- I. – vrozená aplázie (chybění, tj. stehenní kost kompletně chybí, aplázie acetabula)
- II. – proximální femorální a pánevní deficience (aplázie), stehenní kost zkrácena o 70–90 % (Aitken D)
- III. – proximální femorální defekt, kde chybí kostní spojení mezi diafýzou a hlavicí stehenní kosti (kyčelní kloub vytvořen, hlavice stehenní kosti hypoplastická), zkrácení stehenní kosti o 45–80 % (Aitken C)
- IV. – proximální femorální defekt s dezorganizovaným fibrózním spojením mezi diafýzou a hlavicí stehenní kosti, stehenní kost zkrácen o 40–60 % (Aitken B)
- V. – defekt stehenní kosti v diafýze, vzácný (defekt střední oblasti stehenní kosti s hypoplasií proximálního a distálního konce)
- VI. – stehenní kost defektní distálně, chybí funkční kolenní kloub (distální femorální deficience)
- VII. – hypoplastická stehenní kost s coxa vara a sklerózou diafýzy (Aitken A)
- VIII. – hypoplastická stehenní kost s coxa valga
- IX. – proporcionálně hypoplastická stehenní kost

### Klasifikace dle Aitkena
Podle radiologického nálezu se PFFD dělí na:
- A – hlavice stehenní kosti přítomna, možné varózní deformity
- B – hlavice stehenní kosti přítomna, avšak osifikace opožděna, možné varózní deformity a pakloub
- C – hlavice stehenní kosti chybí, těžká dysplázie acetabula, těžké zkrácení stehenní kosti
- D – hlavice stehenní kosti chybí, těžká dysplázie acetabula, těžké zkrácení stehenní kosti

## Klinický obraz a léčba
Taktika léčby se liší podle míry postižení stehenní kosti – zda jde o prostý zkrat nebo pravý pakloub. U závažnějších defektů je dolní končetina vyřazena z nosné funkce, jsou přítomny defekty kolenního kloubu, kyčelního kloubu, zkrat končetiny.
- cílem zhojení pakloubu, návrat nosné funkce končetiny a vyrovnání její délky
- používány různé techniky zevní fixace pro stabilizaci a množnost distrakce (Ilizarovův aparát)
- rotační osteotomie bérce o 180°: vytvoří se podmínky pro náhradu funkce kolena hlezenním kloubem
- je-li zachován dostatečně dlouhý úsek stehenní kosti a kolenní kloub je aspoň zčásti funkční, lze použít poschoďovitou protézu